# 埃申巴赫河 (克羅伊森河支流)
49°45′0.35″N 11°53′38.16″E / 49.7500972°N 11.8939333°E
埃申巴赫河是德國的河流，位於該國東南部，由巴伐利亞負責管轄，屬於克羅伊森河的右支流，河道全長14.5公里，流域面積23.4平方公里。